# Jan Juffermans (kunstcriticus)
Johannes Cornelis Maria (Jan) Juffermans sr. (Oegstgeest, 22 oktober 1944 - Utrecht, 25 juni 2011) was een Nederlands kunstcriticus en kunsthandelaar.
Hij was een bekende figuur in de Nederlandse en internationale kunstwereld. Als kunstcriticus schreef hij talloze artikelen voor onder andere het Algemeen Dagblad (Kunst kijken met Jan Juffermans), De Groene Amsterdammer, De Nieuwe Linie, Tableau, Kunstbeeld, Antiekwereld, Elseviers Magazine, het Utrechts Nieuwsblad, het Kunst en Antiek Journaal en Collect. 
Eind jaren 70 was Juffermans oprichter van het internationale kunsttijdschrift Tableau Fine Arts Magazine.
Ook organiseerde hij vele kunstbeurzen, waaronder Fine Arts of The Netherlands in New York. 
Hij heeft diverse boeken over kunst en kunstenaars geschreven, onder anderen over Jan Sluijters, Albert Roelofs, Nicolaas Wijnberg, Dolf Zwerver, en Jeroen Hermkens. In 2002 en 2011 publiceerde hij met zijn zoon Jan Juffermans jr. (1973-2015) 'Kees van Dongen - Het Grafische Werk', een oeuvrecatalogus met alle litho's, etsen, pochoirs en geïllustreerde boeken van deze kunstenaar. Een ander boek van Juffermans is 'Met Stille Trom' over de kunst in Utrecht sinds 1900 (1976); de derde, herziene, uitgave verscheen in 2010 onder de titel 'Magisch Utrecht'. 
Als kunsthandelaar is Juffermans dertig jaar actief geweest. Hij was de medeoprichter van kunsthandel Juffermans, met filialen in Amsterdam, Utrecht en Den Haag. Na zijn overlijden zette zijn zoon Jan Juffermans jr. de zaak voort. Laatstgenoemde overleed op 42-jarige leeftijd op 12 december 2015.
- Bibliothèque nationale de France: cb13341419p (data)
- Digitale Bibliotheek voor de Nederlandse Letteren: juff001
- Gemeinsame Normdatei: 1032689579
- International Standard Name Identifier: 0000 0003 8583 6634
- Library of Congress Control Number: n88629991
- Nationale Bibliotheek van Israël: 987007316534305171
- RKD-Nederlands Instituut voor Kunstgeschiedenis: 90027
- Système universitaire de documentation: 077705750
- Virtual International Authority File: 243329613
- WorldCat: E39PBJwxHhCJfpWhy7fdpRkqwC